# Cunaxa neogazella
Cunaxa neogazella är en spindeldjursart som beskrevs av Frank Jason Smiley 1992. Cunaxa neogazella ingår i släktet Cunaxa och familjen Cunaxidae. Inga underarter finns listade i Catalogue of Life.